# Коленно капаче
Коленно (колянно) капаче (на латински: patella, нарича се често патела) е най-голямата сезамовидна кост включена в крайното сухожилие на четириглавия бедрен мускул (квадрицепс), а от другата страна - в пателарната връзка (и).
Представлява сравнително малка двойносплесната кост. Тя има широка насочена нагоре (дорзално) основа, basis patellae и остър, насочен надолу (вентрално) връх, apex patellae. Предната повърхност е изпъкнала и грапава, лежи непосредствено под кожата. Задната повърхност е гладка и се плъзга по трохлеара на бедрената кост.

## Видови особености
Пателата е напълно развита кост при плацентните бозайници и птиците, а при двуутробните е рудиментана и невкостяла. При останалите четирикраки сухожилието на квадрицепса директно се свързва с тибията, а патела напълно липсва.
- При човек – костта осифицира на 2 – 6 годишна възраст.
- При говедo – коленното капаче е тясно, дълго и много дебело. То има призматична форма и остър връх[2].
- При дребни преживни – пателата е много тясна с удължен връх, извит каудално[2].
- При месоядни – пателата е дълга, тясна и с яйцевидна форма[2]. При куче се намират три добре развити хрущяла (медиален, латерален и проксимален), fibrocartilagines parapatellares[2]. При куче колянното капаче вкостенява на 6-9-седмична възраст (при кон на 3 1/2 години)[5].
- При свиня – пателата е страничносплесната кост с изразен ръб по предната повърхност.
- При кон – пателата е голяма кост с широка основа. Двете повърхности имат четириъгълна форма[2].
- При птици – пателата има вид на 3-стенна призма обърната с основата нагоре. Тя е сезамовидна кост в крайното сухожилие на mm. femorotibiales, перфорирана понякога от сухожилието на m. ambiens[6].